# Spencer's Pilots
Pilotes (Spencer's Pilots) est une série télévisée américaine en un pilote de 60 minutes et dix épisodes de 50 minutes, créée par Larry Rosen et diffusée entre le 9 avril et le 19 novembre 1976 sur le réseau CBS.
En France, la série a été diffusée à partir du 30 janvier 1977 sur Antenne 2.

## Synopsis
La compagnie d'aviation Spencer appartenant à Spencer Parish est chargée de diverses opérations qui vont du transport de fret jusqu'au transport de personnes. Sous sa supervision Cass Garrett et Stan Lewis sont chargés du pilotage des avions. Ils sont aussi aidés par Linda Dann, secrétaire de la compagnie qui est elle-même aussi pilote. Le mécanicien Mickey Wiggins est chargé de l'entretien des appareils au sol. Toutes sortes d'aventures leur arrivent, parfois dangereuses mais tout le temps palpitantes ...

## Distribution
- Christopher Stone : Cass Garrett
- Todd Sussman : Stan Lewis
- Gene Evans : Spencer Parish
- Margie Impert : Linda Dann
- Britt Leach : Mickey Wiggins

## Fiche technique
- Titre original : Spencer's Pilots
- Titre français : Pilotes
- Créateur de la série : Larry Rosen
- Création du concept : Alvin Sapinsley
- Producteur : Larry Rosen et Bill Finnegan
- Producteurs exécutifs : Edward H. Feldman et Bob Sweeney
- Producteur associé : Cliff Fenneman
- Thème musical : Morton Stevens
- Musique : Morton Stevens, Bruce Broughton, Richard DeBenedictis, Harry Keller et Jerrold Immel
- Photographie : Chuck Arnold et William Jurgesen
- Montage : Jack Gleason, Norman Wallerstein, Bud Molin, Dick Wormell et Dennis Mosher
- Création des décors : Joe Aubel
- Maquillages spéciaux : Bob Mills
- Cascades aériennes : Art Scholl, Frank Tallman, Joe C. Hughes et Larry Holt
- Distribution : Barbara Miller et Alan Shayne
- Compagnies de production : CBS Television Network
- Compagnie de distribution : CBS
- Pays d'origine :  États-Unis
- Langue : Anglais mono
- Genre : Fantastique
- Durée : 1 x 60 minutes + 10 x 50 minutes
- Image : couleurs
- Ratio écran : 1.33:1
- Format négatif : 35 mm
- Procédé cinématographique : Sphérique

## Épisodes
Sept épisodes dont le pilote ont été doublés en français. Les autres restent inédits en France.
1. Spencer's Pilots (The Air Show)
2. L'Avion-robot (The Drone)
3. Le prisonnier (The Prisonner)
4. The Crop Duster
5. La Course à la Bombe (The Matchbook)
6. The Search
7. Le message codé (The Code)
8. Explosifs (The Explosives)
9. The Hunted
10. The Hitchhiker
11. Le Planeur (The Sailplane)